# Lizemijn Libgott
Lizemijn Libgott (Huizen, 24 mei 1980) is een Nederlandse stemactrice, zangeres, (tekenfilm) animator en kalligraaf.
Libgott studeerde vanaf haar zestiende klassieke solozang in de jongtalentklas van het conservatorium in Den Haag. Ze begon met nasynchronisatiewerk na het winnen van een tv-talentenjacht die werd georganiseerd door het SBS6-programma Shownieuws. Sindsdien verleent ze haar stem aan onder andere (teken) films, computerspellen en commercials. Libgott maakte ook animaties voor onder andere Disney, MTV, de Staatsloterij en Red Bull.

## Nasynchronisatie
Libgott vertolkte hoofdrollen in onderstaande producties. Naast onderstaande rollen spreekt zij in Nederland de stem in voor Disney's Sneeuwwitje.

### Televisieseries
- Angela Anaconda - Nanette Manoir
- Angelina Ballerina - Alice Nimbletoes
- Alvin and the Chipmunks - Eleanor
- Bakugan Battle Brawlers - Runo, Mylene en Sellon
- Batman: The Brave and the Bold - Catwoman
- Barney en zijn vriendjes - Kinderkoor
- Big Time Rush - Camille en Jeniffer
- Brandy and Mister Whiskers - Brandy Harrington
- Bratz - Kirstee
- Bubble Guppies (2011-2023) - Oona
- Captain Flamingo - Lizbeth Zaragoza
- Chica Vampiro - Isadora Rasmussen
- Chloe's Toverkast (2008-2014) - Tara
- Cookie Carnival (Disney) - Sugar Cookie Girl
- De geest en Molly McGee (2021-heden) - Andrea
- De Mooiste Sprookjes van Grimm (2008-heden) - Sneeuwwitje, overige stemmen
- De pinguïns van Madagascar (2008-2015) - Overige stemmen
- Digimon 2e seizoen - Yolei
- Descendants - Wicked World - Alice
- Dogstar - Simone Clark
- Dora - Tico
- Eliot Kid - Mimi
- Ever After High - Dochter van de vertelstemmen
- Fancy Nancy Clancy (2018-2022) - Madame Lucille, Overige stemmen
- Fish Hooks - Esmargot
- Gravity Falls - .GIFfany
- Growing up Creepy - Carla en Wendy
- Hamtaro - Laura en Sandy
- Handy Manny - Mevrouw Bouffant, diverse
- Hannah Montana - Diverse stemmen
- Hello Kitty - Kitty
- Hihi Puffy AmiYumi - Ami
- Horseland - Zoey
- Jakers - Molly
- Julius Junior - Ping
- Kids Next Door - Nummer 3
- Kid vs. Kat - Millie
- Koala Broertjes - Josie
- Kong: Koning van de Apen (2016-2018) - Mummo
- Lego Elves - Naida
- Lego Friends - Emma
- Lalaloopsy - Crumbs Sugar Cookie
- Lanfeust - C'ian
- Looney Tunes - Tweety
- Mickey and the Roadster Racers (2017-2019) - Suzy, Mimi, Leilani, Hannah, Overige stemmen
- Miraculous - Tales of Ladybug & Cat Noir - Tikki
- My Little Pony: Vriendschap is betoverend - Fluttershy
- Monster High - Lagoona Blue
- Pat & Stan - Stéphanie
- Piet de Kat (2017-heden) - Overige stemmen
- Pokémon - Zuster Joy, Gym Leader Gardenia, Mars
- Pucca - Ching
- Phineas and Ferb - Candace Flynn, Baljeet Patel, Suzy Johnson
- Ridley Jones (2021-2023) - Overige stemmen
- Rubbadubbers - Winona
- Scooby Doo - Velma
- Shaman King - Anna
- Shinchan (2003-2007) - Overige stemmen
- Skyland - Shinseiki
- Speed Racer: The Next Generation - Annalize Zazic
- Steven Universe (2013-2019) - Navie
- Strawberry Shortcake - Lemon Meringue, Coco Calypso, Orange Blossom, Seaberry, Sherry Bobbleberry
- Sym-Bionic Titan - Ilana
- Team Galaxy - Diverse stemmen
- Teamo Supremo - Jeane
- The Big Bad Wolf (Disney) - Roodkapje
- The Emperor's New School - Cuca, Cuxi
- The Replacements (2006-2009 - Abbey
- The Suite Life of Zack and Cody - Maddie
- The Suite Life on Deck - Maddie
- Tijd voor Avontuur - Prinses Bubbelien, Vuurprinses
- Trollz - Amethyst
- Tweenies - Bella
- Verhekst! - Sophie
- Wayside - Katja (Dana)
- Wicked Science - Elizabeth
- Winx Club (diversen)

### Speelfilms
- Alice in Wonderland (2010) (Tim Burton) - Alice Kingsleigh
- Appleseed: Ex Machina - Hitomi
- Assepoester (2015) - Overige stemmen
- Astro Boy - Cora
- Barbie als de Eilandprinses - Zang Tallulah en Rita
- Barbie en het Zwanenmeer (2003) - Carlita
- Barbie: Fairytopia (2005) - Elfje #1
- Big Hero 6 (2015) - overige stemmen
- Bratz, Starrin' and Stylin' - Yasmin
- Bratz: Passion 4 Fashion Diamondz - Tiffany en Kirstee
- Brother Bear (2003) - Overige stemmen
- Camp Rock (2008) - Overige stemmen
- Cars - Tia en Mia
- Cars 2 (2011) - Overige stemmen
- Chicken Run: Dawn of the Nugget (2023) - Overige stemmen
- De Kleine Zeemeermin II - Melody
- De kleine zeemeermin: Ariel, hoe het begon (2008) - Alana
- De Maanprinses (originele titel: The Secret of Moonacre) - Maria Merryweather
- De Kronieken van Narnia: Prins Caspian (2008) - Overige stemmen
- De Prinses en de Kikker (2009) - Overige stemmen
- Ernest en Celestine - Celestine
- Finding Dory (2016) - Overige stemmen
- George of the Jungle 3 (2003) - Overige stemmen
- Hannah Montana: The Movie (2009) - Overige stemmen
- Harry Potter en de Halfbloed Prins - Belinda Broom
- Hatching Pete (2009) - Overige stemmen
- Het Gouden Kompas - Lyra Belacqua
- Het Kerstfeest van de feeën - Shaily
- High School Musical - Sharpay Evans
- High School Musical 2 - Sharpay Evans
- High School Musical 3 - Sharpay Evans
- Jasper & Julia en de Dappere Ridders (2013) - Julia
- Kim Possible: So the Drama (2005) - Overige stemmen
- Leo (2023) - Overige stemmen
- Monsters University - Overige stemmen
- My Little Pony: Equestria Girls (2014) - Fluttershy
- Now You See It... (2005) - Overige stemmen
- Phineas en Ferb De Zomer is van jou - Candace Flynn / Baljeet Patel
- Phineas en Ferb Dwars Door de 2e Dimensie - Candace Flynn / Baljeet Patel
- Planes (2013) - Rochelle
- Princess Protection Program (2009) - Brooke
- Sharpay's Fabulous Adventure - Sharpay Evans
- Shrek Forever After - Overige stemmen
- Space Chimps 2: Zartog slaat terug - Luna
- Spectaculair! - Tammi Dyson
- The Cheetah Girls (2005) - Overige stemmen
- Tinkerbell en het Geheim van de Vleugels (2012) - Overige stemmen
- Verschrikkelijke Ikke (2010) - Overige stemmen
- Verschrikkelijke Ikke 2 (2013) - Overige stemmen
- Welcome to Monster High Lagoona Blue

### Videospel
- Disney Infinity - Alice Kingsleigh, Lady Sif
- Disney Princess: De betoverende reis - Sneeuwwitje
- Donkey Kong Bananza - Pauline
- Professor Layton vs. Phoenix Wright: Ace Attorney - Maeve Cantabella

## Zangcarrière
Libgott zingt regelmatig liedjes in voor televisieseries. Daarnaast was ze te horen in de ijsshow Disney On Ice als Shanti, het vriendinnetje van Mowgli uit Junglebook. Ze maakte een buitenlandse tournee met de operaproductie Dido and Aeneas waarin ze een hoofdrol vertolkte.

## Jeugd
Libgott zong vier jaar bij Kinderen voor Kinderen. Daarna maakte ze twee jaar deel uit van het Nationaal Kinderkoor waarmee ze een buitenlandse tournee maakte.

## Theater
Op het toneel speelde zij de rol van postulante Agatha in de musical The Sound of Music van Joop van den Ende Theaterproducties en Studio 100.

## Familie
Libgott is de zus van hardhouse dj Wilf Libgott, die onder de naam Hammer House in 2001 in de Nederlandse Top 40 stond met The Jumper.